# Xã Center, Quận Beaver, Pennsylvania
Xã Center (tiếng Anh: Center Township) là một xã thuộc quận Beaver, tiểu bang Pennsylvania, Hoa Kỳ. Năm 2010, dân số của xã này là 11.795 người.